# ピンク税

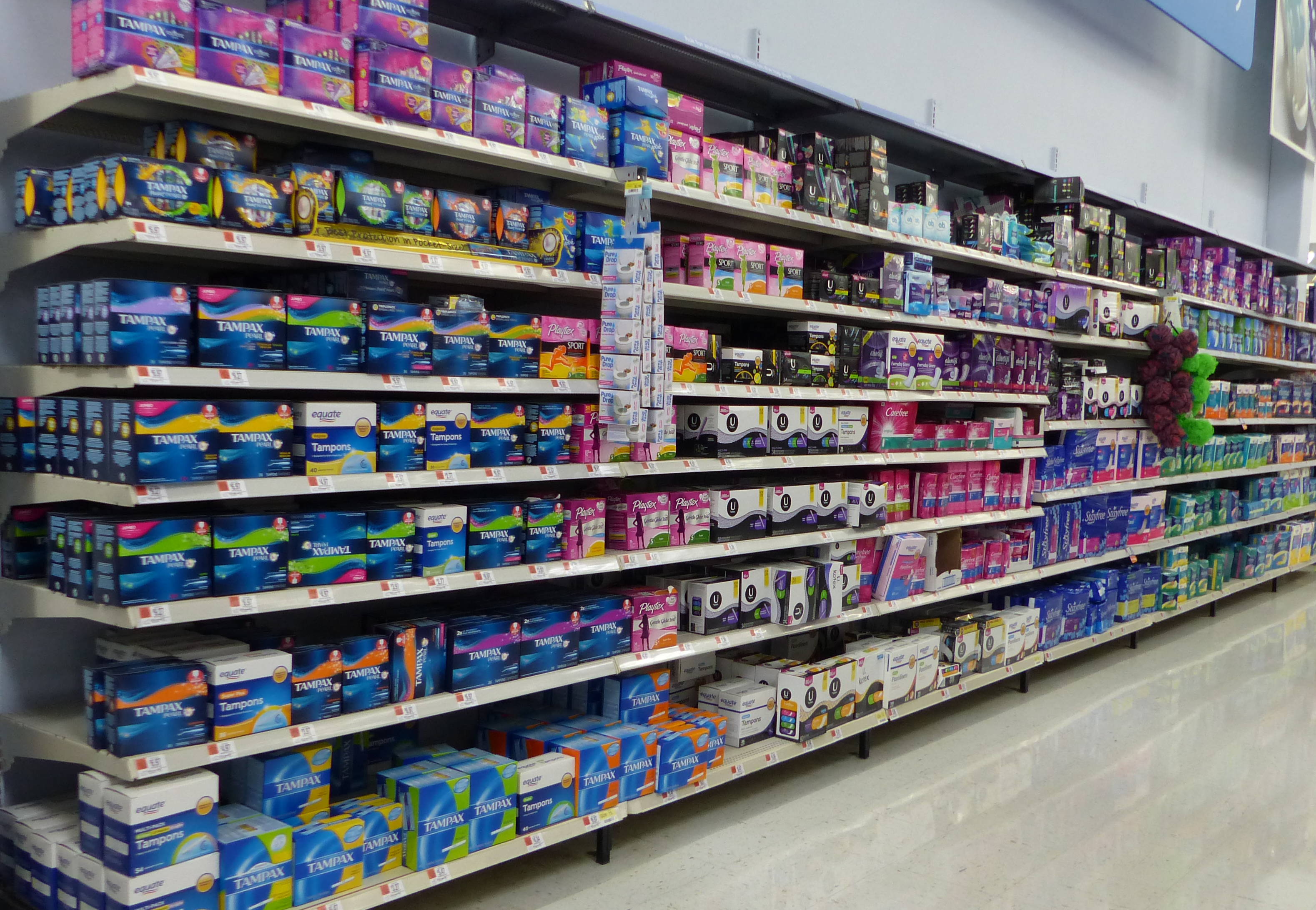
ウォルマートで販売されている女性用衛生用品

ピンク税（英: pink tax）とは、女性向けに販売された製品やサービスが、男性向けに販売された製品やサービスよりも、高価な傾向にあることを表現した言葉である。ピンクタックスともいう。この現象は、ジェンダーに基づく価格差別に起因することが多く、対象となる製品の多くがピンク色であることから、この名前が付けられた。

## 概要
ニューヨーク市消費者局（NYC DCA）が2015年に行った女性消費者の費用に関する調査によって、女性向けに特別に販売されている商品が、男性向けに販売されている商品よりも、平均して7％高くなっていることが明らかになった。この差は、ヘルスケア商品やアパレル商品、おもちゃなどで見られた。平均的に最も差があったのはパーソナルケア用品・衛生用品で、女性の製品は男性の製品よりも13%高かった。この他、女の子の服は男の子の服よりも4%高い、女性の服は男性の服よりも8%高い、女の子のおもちゃは男の子のおもちゃよりも7％高い、といったことが判明した。また、同調査によると、Radio Flyer社のスクーターでは、色以外は全て同じであるピンク色のスクーターが、他の色のスクーターの約2倍の価格で販売されていた。
ピンク税が調査された他の国には、フランス、ドイツ、イギリス、オーストラリア、イタリアなどがある。例えばイギリスのケースでは、女性や少女が衣服や化粧品、おもちゃを購入する際に、男性よりも平均で37％多く請求されていた。
こうした事実から、女性用製品は合理的な理由なしに男性用製品よりも一般的に高価であると結論付けられている。

### ピンク税の問題点
ピンク税が問題視される理由は、製品の価格差が、生産コストの違いなどの経済的な正当性ではなく、性別によって生じているためである。女性用製品と男性用製品に違いはあるものの、その違い以上にマーケティングにおける価格の違いは大きく、ジェンダーに基づく価格差別であるとされる。

## 背景
ピンク税が存在する背景には、タンポン税、製品の差別化、価格弾力性の違い、エシカル消費、関税など、多くの提案がなされている。
タンポン税
タンポンや生理用ナプキンの市場では、女性はしばしばピンク税の影響を受けているとされる。
製品の差別化
男性用製品と女性用製品の価格差の一部は、製品の差別化によって説明できるという意見もある。例えば、ドライクリーニングにおいては、男性の衣服は均一であるのに対して女性の衣服はばらつきが多いことや、男性用に作られたプレス機を女性用に使うのは難しいといったことから、より多くのコストがかかるという意見もある。
価格弾力性
価格の変化に対して需要が変化しにくいことを、価格弾力性が低いという。価格弾力性は一般に必需品では低い傾向にあり、その男女差が価格差別につながっているという意見もある。
関税
アメリカにおいては、女性用と男性用の衣料品、履き物、手袋などに対して、異なる基準で課税される。